# Ellipanthus
Genre
Synonymes
- Trichostephania Tardieu[2]

Ellipanthus est un genre de plantes de la famille des Connaraceae.

## Étymologie
Le genre Ellipanthus du grec ancien ἐλλείπω, elleípô , « laisser de côté, négliger, défectif », et ἄνθος, ánthos, « fleur », doit son nom du fait du développement incomplet de certaines étamines.

## Répartition
Les espèces du genre Ellipanthus se rencontrent à l'état naturel en Afrique, à Madagascar, au Sri Lanka, dans le Sud-Est asiatique et en Malaisie.

## Liste d'espèces
Selon Catalogue of Life (5 août 2018) :
- Ellipanthus beccarii Pierre
- Ellipanthus calophyllus Kurz
- Ellipanthus glabrifolius Merr.
- Ellipanthus madagascariensis (Schellenb.) Capuron apud Keraudr.
- Ellipanthus razanatsimae Randrian. & Lowry
- Ellipanthus tomentosus
- Ellipanthus unifoliolatus (Hook. fil.) Hook. fil.

## Publication originale
- (la) Hooker, 1862 :  Genera plantarum :ad exemplaria imprimis in Herberiis Kewensibus servata definita. vol. 1, p. 1-152[1] (texte intégral).